# Artur Grottger
Artur Grottger (Ottyniowice, 11 november 1837 - Amélie-les-Bains-Palalda, 13 december 1867) was een Pools kunstschilder.

## Biografie
Grottger werd in 1837 geboren in Ottyniowice (Galicië), nu gelegen in Oekraïne. Hij was de zoon van Jan Józef Grottger, een Poolse officier die bevelen gaf aan ondergeschikten tijdens de mislukte Novemberopstand in 1831. Daarnaast was hij ook een amateurkunstenaar.
Artur Grottger werd op 11-jarige leeftijd naar het Oekraïense Lviv gestuurd om aldaar in de leer te gaan bij de schilders Jan Kanty Maszkowski (1848-1852) en (kortstondig) Juliusz Kossak. In 1852 verhuisde hij naar Krakau om daar lessen te gaan volgen aan de Jan Matejko Academie voor Schone Kunsten. Een paar jaar later, van 1855 tot 1858, studeerde hij in Wenen. Gedurende zijn verblijf in Oostenrijk reisde hij naar München, Venetië en Hongarije. Onderwijl ontmoette hij zijn steun en toeverlaat (en weldoener) hertog Aleksander Pappenheim. Na het einde van de Januariopstand in 1865 ging hij terug naar Polen.
In 1866 ontmoette hij zijn verloofde, Wanda Monné. Datzelfde jaar werd Grottger ook ernstig ziek: hij kreeg tuberculose. Hij verhuisde in 1867 naar Parijs met de hoop om meer geld te kunnen verdienen. Zijn gezondheidstoestand ging echter flink achteruit en hij overleed in december 1867 in een sanatorium in Amélie-les-Bains-Palalda. Grottgers lichaam werd door zijn verloofde teruggehaald naar Polen en op 4 juli 1868 werd hij begraven op de Lychakiv Begraafplaats.

## Galerij

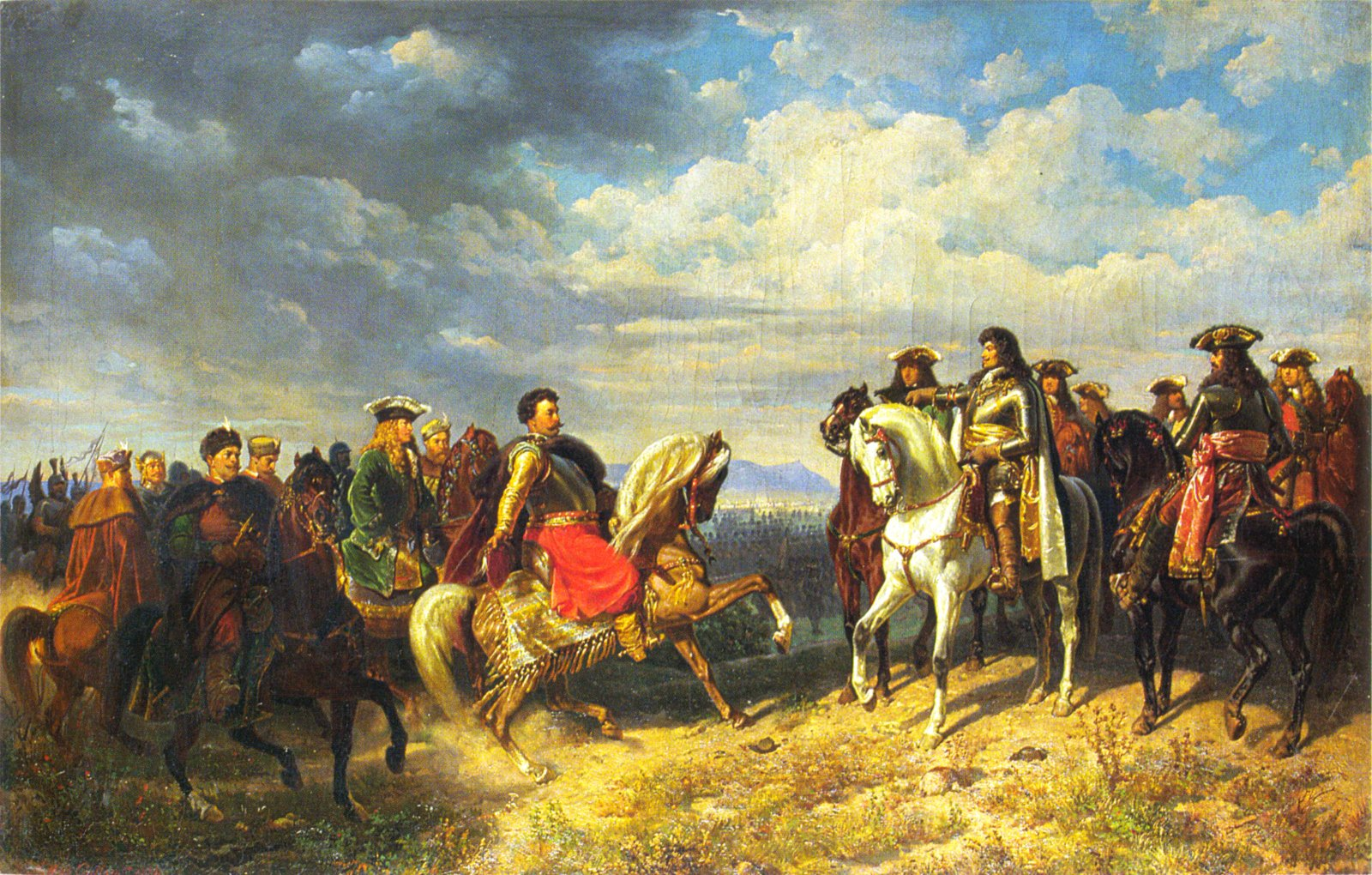
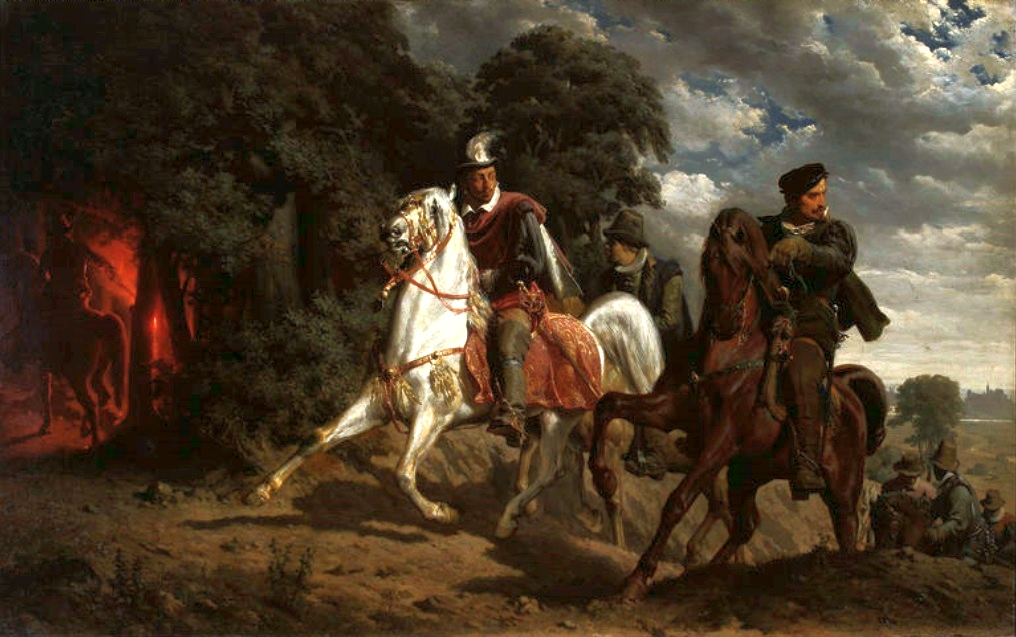
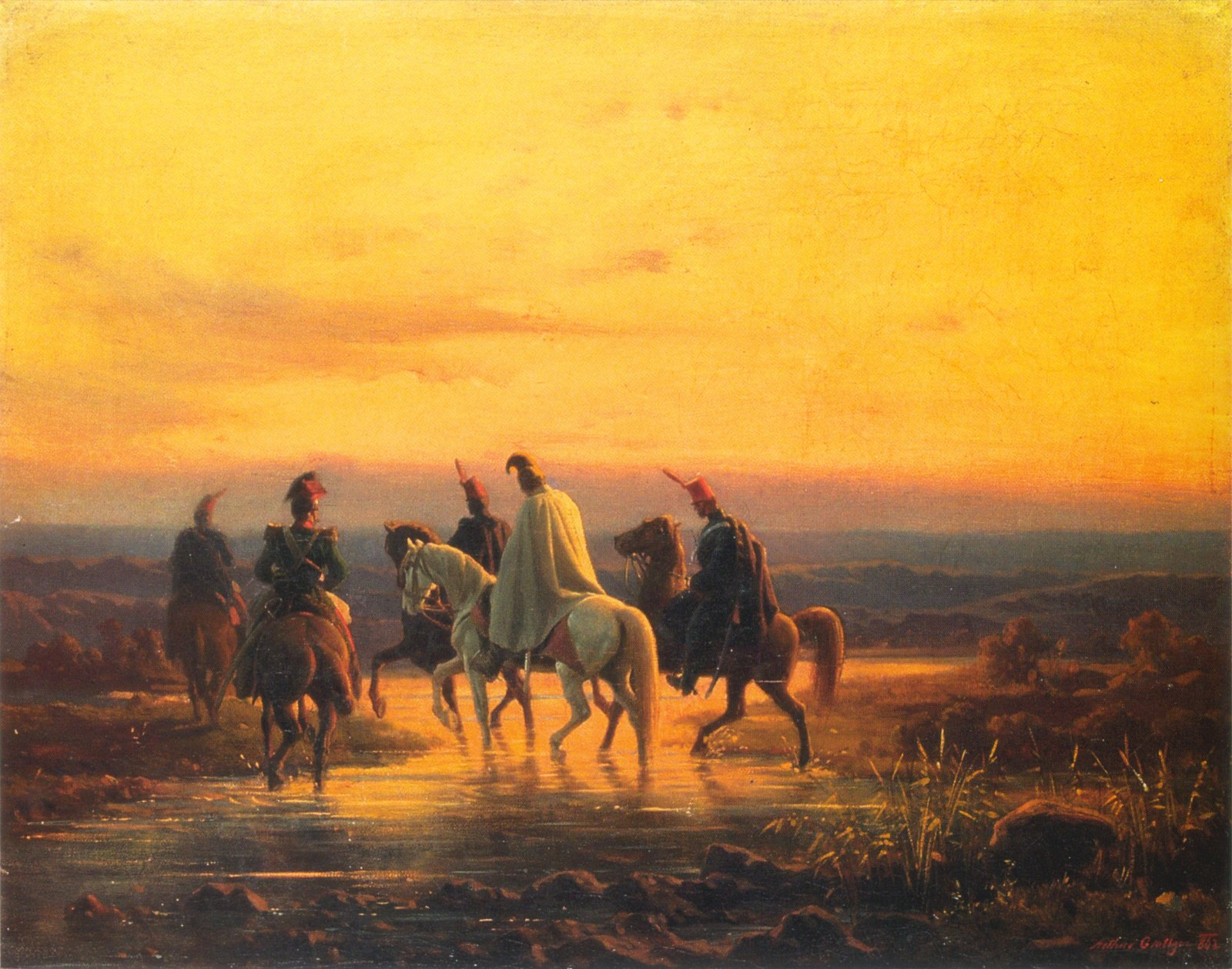
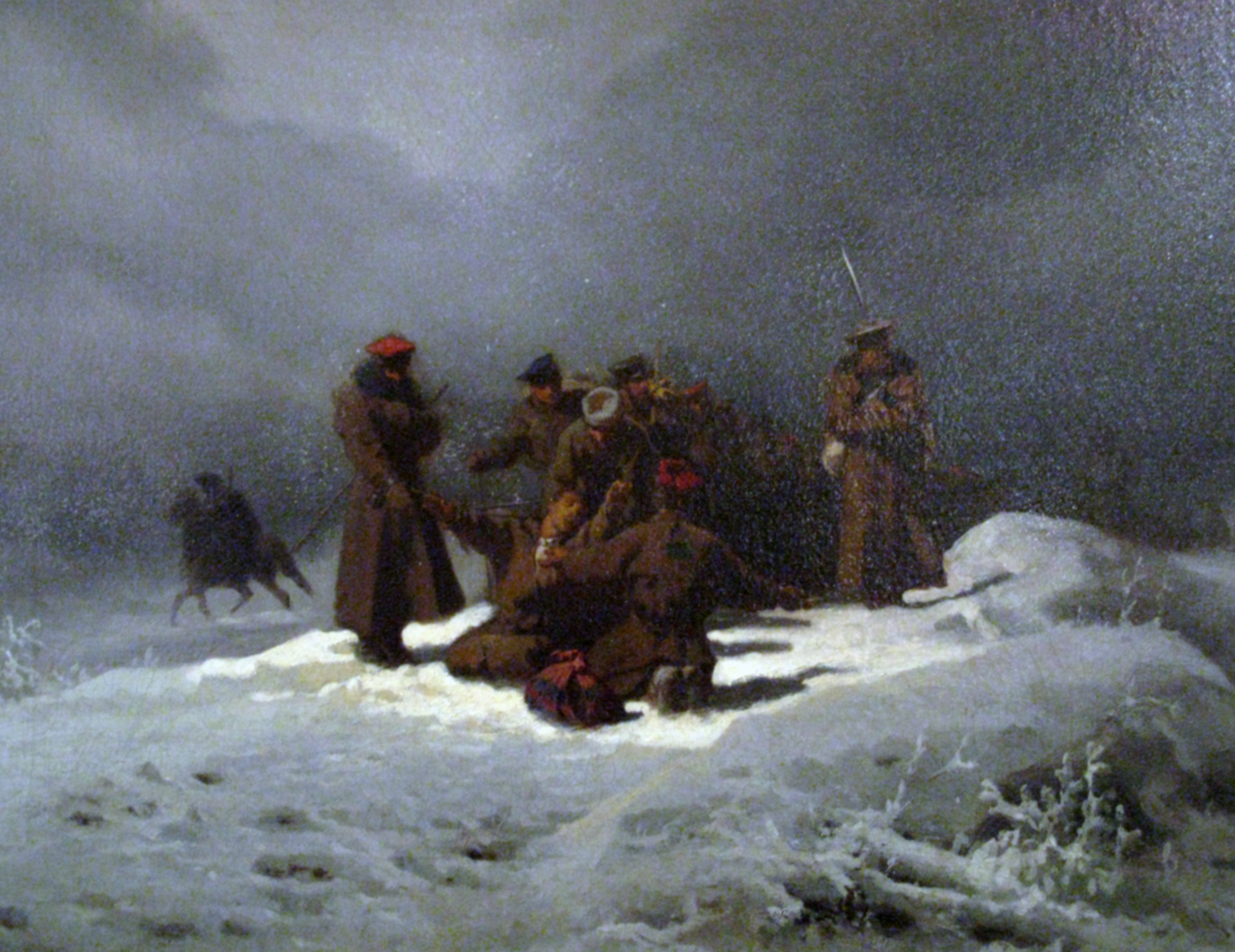

Onderdeel van een paneel
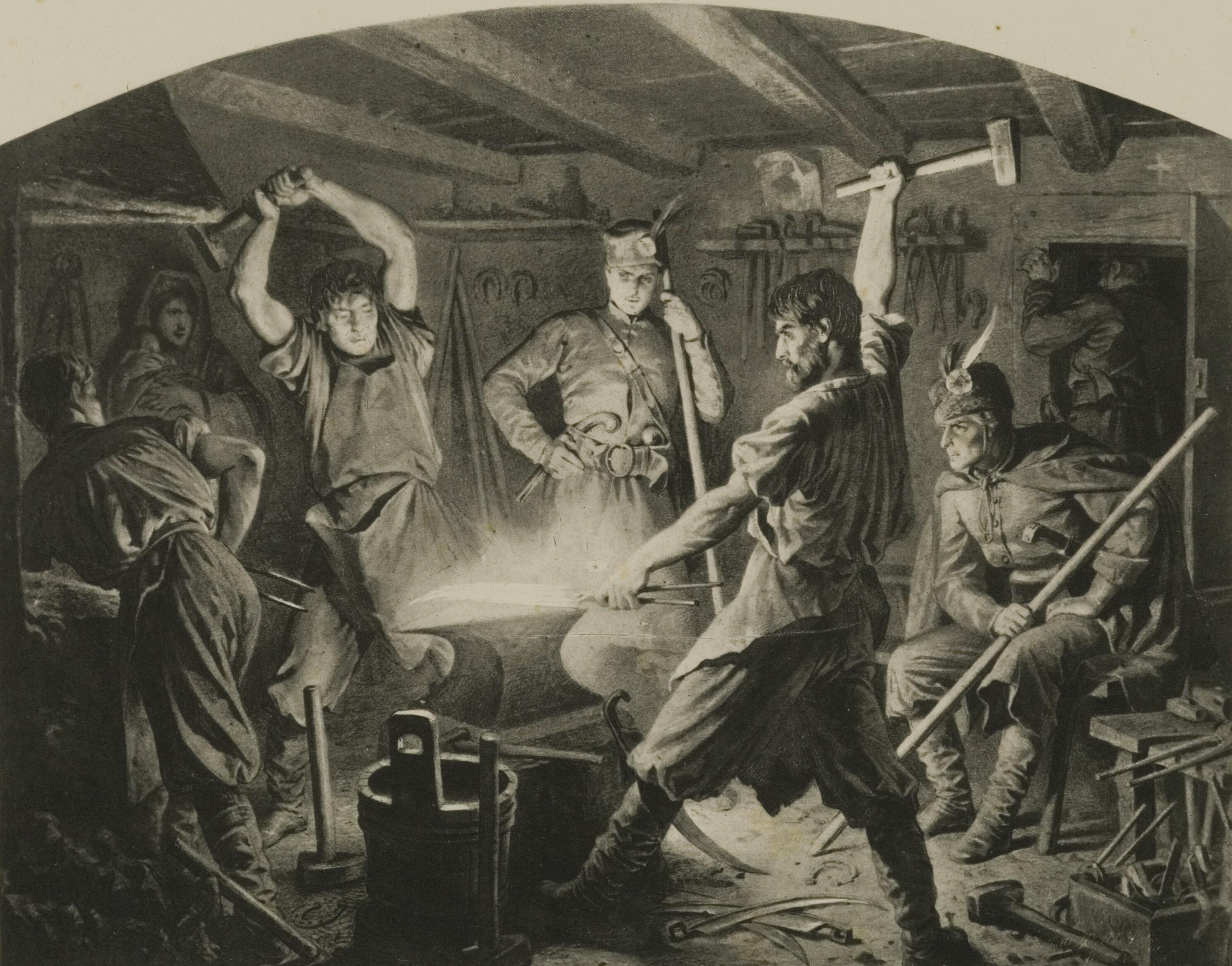
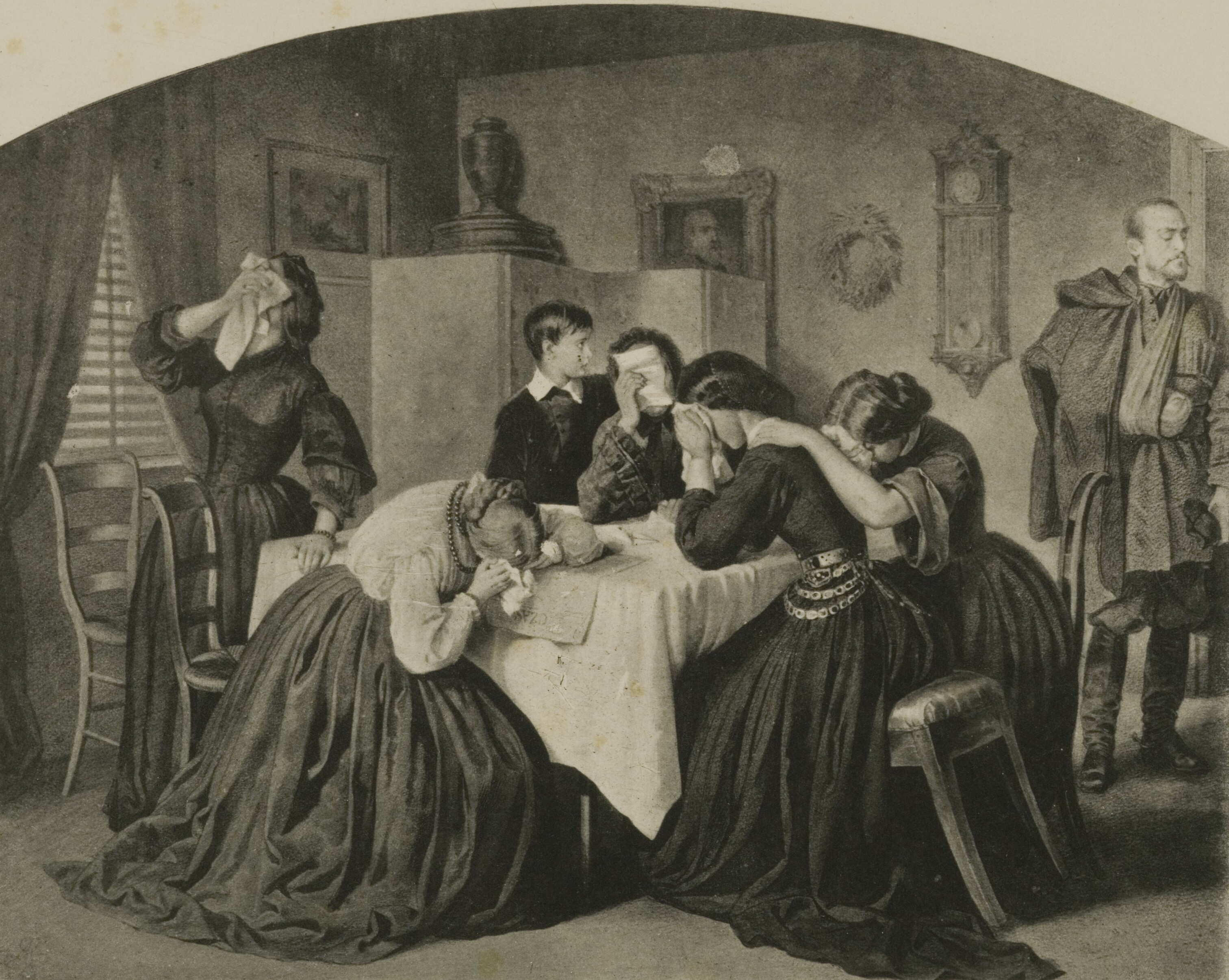
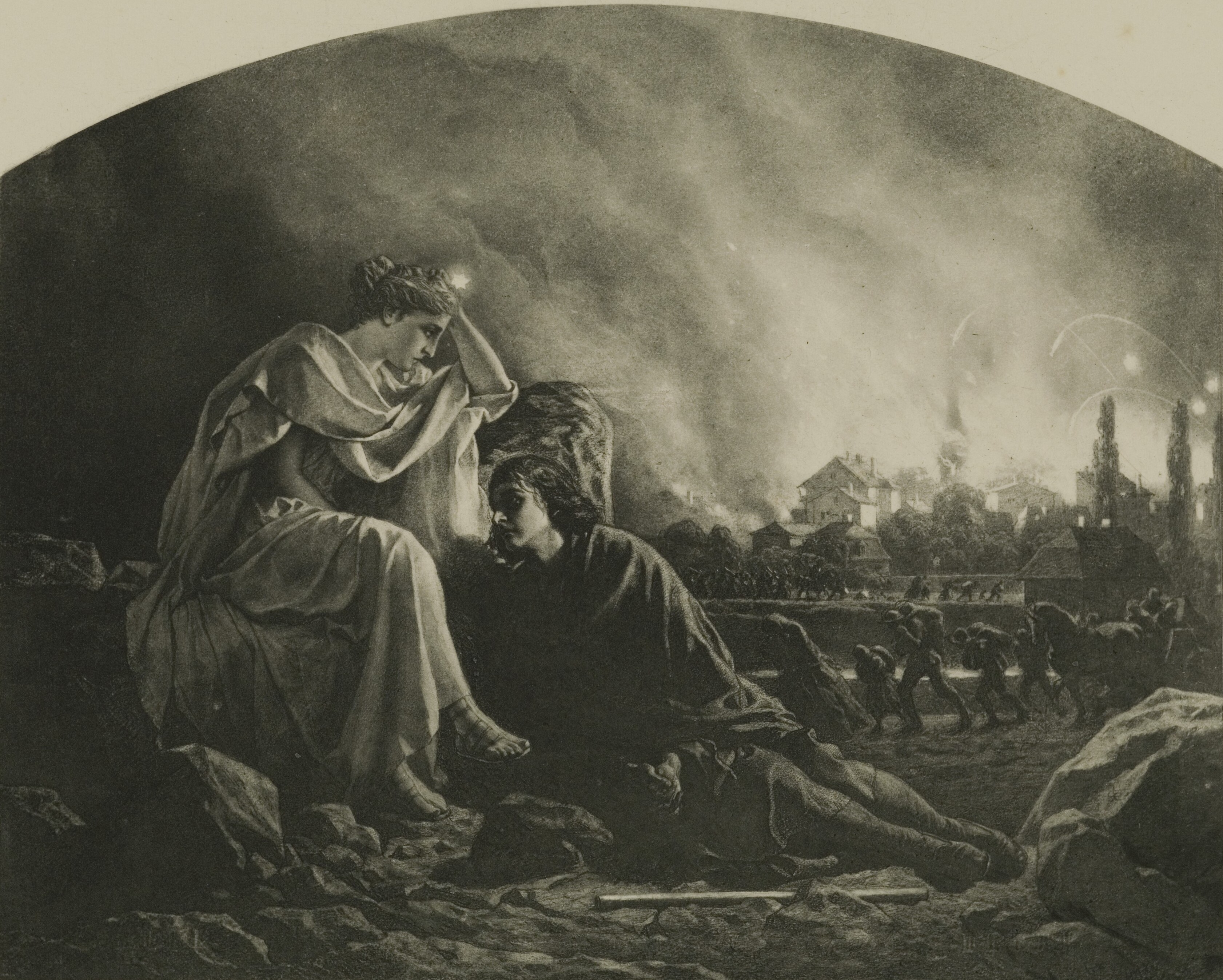
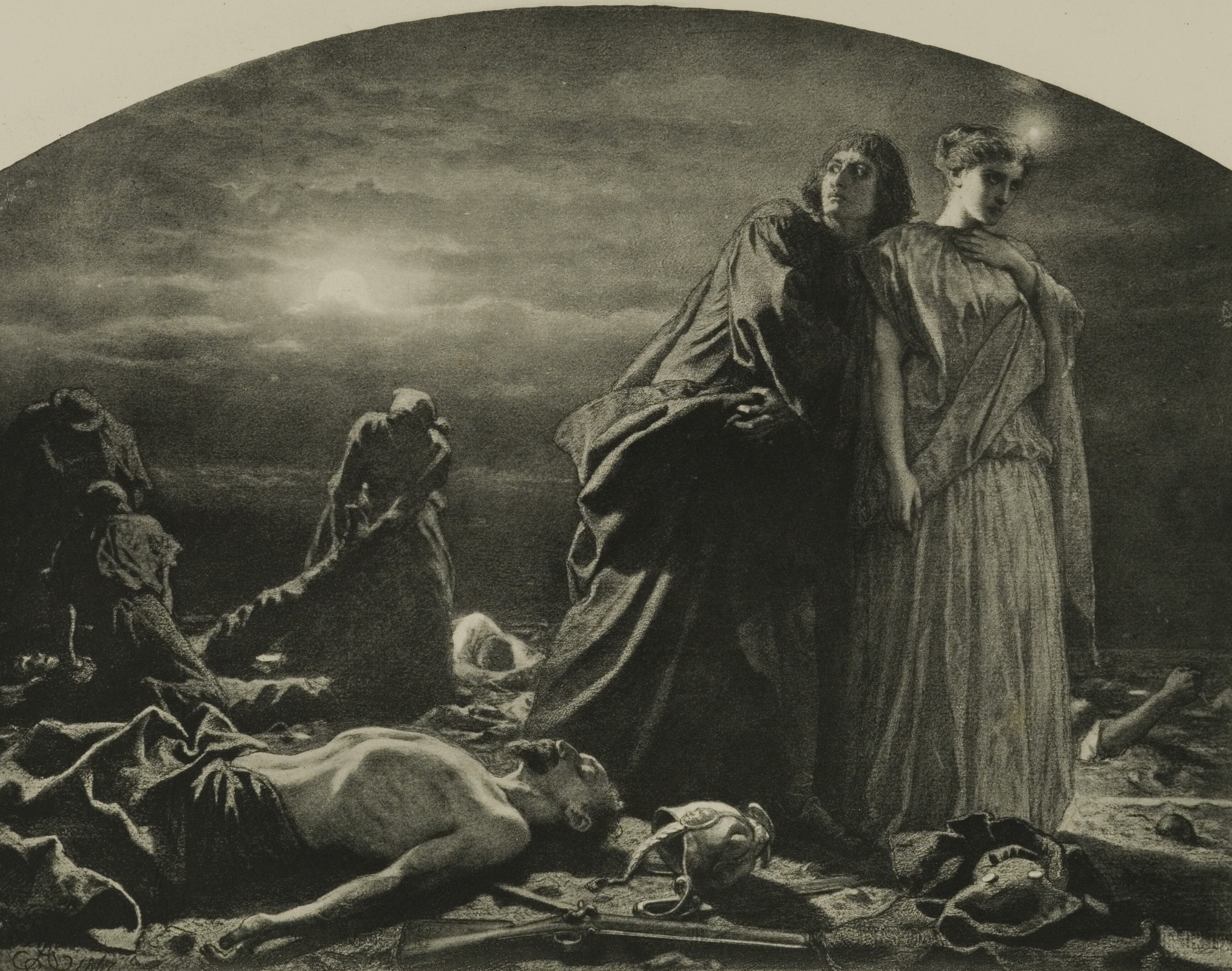

- Bibliothèque nationale de France: cb14975212g (data)
- Gemeinsame Normdatei: 118719017
- International Standard Name Identifier: 0000 0001 1614 3768
- Library of Congress Control Number: n84081061
- Nationale Bibliotheek van Tsjechië: jn20000720090
- Nationale Bibliotheek van Israël: 987007277936805171
- Nederlandse Thesaurus van Auteursnamen: 162046073
- RKD-Nederlands Instituut voor Kunstgeschiedenis: 34278
- Système universitaire de documentation: 028517091
- Union List of Artist Names: 500009738
- Virtual International Authority File: 29805680
- WorldCat: E39PBJhCFcqGvvHP9tDgmkwpyd